# Live at Wembley Arena
Live at Wembley Arena (ali po slovensko: V živo na Wembleyju), s podnaslovom The Complete ABBA Concert from November 10th 1979 (slovensko: Celoten koncert skupine ABBA z 10. novembra 1979), je drugi album v živo švedske glasbene skupine ABBA.
Izšel je 26. septembra 2014 na trojni vinilni plošči, kot dvojni glasbeni CD in v digitalni/pretočni obliki pri založbi Polar Music.
Album so posneli na koncertu 10. novembra 1979 v Wembley Areni v Londonu, miksan je bil v Mono Music Studios, masteriranje pa narejeno pri Cutting Room v Stockholmu.

## Turneja
ABBA: The Tour je bil naziv zelo uspešne severnoameriške in evropske turneje skupine ABBA v letu 1979, na kateri so promovirali svoj šesti studijski album Voulez-Vous.
V Londonski Wembley Areni so imeli šest nastopov med 5. in 10. novembrom 1979.
Vstopnice so razprodali v trenutku.
Björn in Agnetha sta se strinjala, da so bili ti koncerti vrhunec turneje.
V občinstvu so bili tudi glasbeni zvezdniki, kot so Ian Dury (iz skupine The Blockheads), Joe Strummer (iz skupine The Clash), Jimmy Page (iz skupine Led Zeppelin), Justin Hayward (iz skupine Moody Blues) in komik John Cleese.
Posnetki z Wembleyjskih koncertov so našli mesto v različnih televizijskih oddajah, kot recimo BBC-jevi enourni božični oddaji istega leta (znani pod naslovom ABBA – Live in London, slovensko: ABBA – V Londonu v živo), ali dokumentarni oddaji ABBA in Concert (po slovensko: ABBA na koncertu), ki so jo predvajali leta 1980 na švedski televiziji in izdali tudi na videokaseti, laserski plošči in DVD-ju.
Pesem »Take a Chance on Me« (ali slovensko: Daj mi priložnost) je tako izšla kot B-stran na singlu »I Have a Dream« (slovensko: Moje sanje) že jeseni leta 1979.
Pesem »The Way Old Friends Do« (ali slovensko: Kot stari prijatelji), ki so jo zapeli kot enega izmed dodatkov z Bennyjem na harmoniki, so objavili na sedmem studijskem albumu Super Trouper leta 1980.
Nekaj pesmi so objavili tudi leta 1986 na prvem albumu v živo ABBA Live, ampak so jih pred tem studijsko precej obdelali, tako da ne odražajo vedno dejanskega nastopa v živo.
Te napake niso želeli ponoviti pri novem albumu.

## O albumu
Bennyjev sin (in producent albuma)  Ludvig Andersson je pregledal posnetke z različnih nastopov skupine ABBA v živo (v Angliji, v Avstraliji in na Japonskem) in za najboljšega izbral zadnji večer v Wembleyju, da bi ga izdali na albumu »praktično tako, kot so ga izpeljali v živo,« brez kasnejših večjih studijskih popravkov.
Edino spremembo na posnetku so bili primorani izvesti zaradi pokvarjenega mikrofona pri tomih, kar je popačilo zvok.
Posnetek tega so vzeli z drugega nastopa, da so ohranili pravilen zvok celote.
Vsi člani skupine, vključno z Agnetho in Frido, so se po poslušanju posnetka z izbiro strinjali.
Album je tako izšel v okviru 40-letnice evrovizijske zmage v Brightonu in predstavlja enega zadnjih evropskih nastopov skupine ABBA v živo.
Sem poslušal, in ni tako slabo. Nekaj pesmi gre sicer precej hitro... Ampak spet, to je adrenalin, ko si na odru.— Benny ob napovedi izida albuma, IceTheSite, decembra 2013.
9. junija leta 2014 so na uradnih straneh skupine na Facebooku in Instagramu potrdili izid albuma za 29. september.
Naslednji dan, 10. junija, so predstavili tudi seznam posnetkov.
Na albumu ni objavljena pesem »Not Bad at All« švedskega pevca Tomasa Ledina, ki je sicer na turneji pel spremljevalni vokal, čeprav jo je izvajal na koncertu (skupaj z Matsom Ronanderjem).
Med ostalimi bolj znanimi in značilnimi pesmimi s turneje skupine še posebej izstopata dva prej neobjavljena posnetka:

### »Gammal fäbodpsalm«
Koncert so začeli s tradicionalnim švedskim motivom »Gammal fäbodpsalm« (posnetek 1-01, slovensko: Stara pastirska himna), ki ga je za orgle zapisal švedski glasbenik Oskar Fredrik Lindberg že leta 1936 za radijsko oddajo kot »Gammal fäbodpsalm från Dalarna« (ali slovensko: Stara pastirska himna iz Dalarne).
Instrumental je Benny priredil, tako da se prilega kot krajši svečani uvod v naslednjo pesem »Voulez-Vous« (posnetek 1-02).
Del pesmi je bil vključen v oddajo švedske televizije ABBA in Concert in je prvič izšel na videokaseti leta 1984.

### »I'm Still Alive«
Agnethino pesem z Björnovim besedilom »I'm Still Alive« (posnetek 2-06, slovensko: Še sem živa), so izvajali samo na koncertih po Severni Ameriki, Evropi in na Japonskem v letih 1979–1980.
Agnetha jo je zapela in v živo spremljala s klavirjem, še nikoli prej pa ni bila uradno izdana na albumu.
To je bil tudi eden izmed razlogov, da so za izdajo izbrali prav koncert z Wembleyja in tako ponudili oboževalcem skupine ABBA nekaj novega.
[Agnetha] piše res lepe pesmi in bi jih morala pogosteje.— Benny o Agnethini pesmi, The Business Times, januarja 2015.
Švedsko verzijo pesmi »Här är mitt liv« (ali slovensko: To je moje življenje) je na besedilo Ingele Forsman zapela Kicki Moberg in jo leta 1981 izdala kot B-stran svojega singla »Men natten är vår« (ali slovensko: A noč je najina).
Tudi ta pesem ima isti avtorici, soproducent je bil poleg Agnethe Michael B. Tretow, pevka pa je z njo neuspešno nastopila na švedskem evrovizijskem predizboru Melodifestivalen 1981.

## Seznam posnetkov
Vse pesmi sta napisala Benny Andersson in Björn Ulvaeus, razen, kjer je navedeno drugače.
| CD 1            | CD 1                                          | CD 1                                  | CD 1            | CD 1    |
| Št.             | Naslov                                        | Pisec                                 | Priredba        | Dolžina |
| --------------- | --------------------------------------------- | ------------------------------------- | --------------- | ------- |
| 1.              | „Gammal fäbodpsalm‟ (traditional)             |                                       | B. Andersson    | 1:43    |
| 2.              | „Voulez-Vous‟                                 |                                       |                 | 4:11    |
| 3.              | „If It Wasn't for the Nights‟                 |                                       |                 | 5:18    |
| 4.              | „As Good As New‟                              |                                       |                 | 3:26    |
| 5.              | „Knowing Me, Knowing You‟                     | B. Andersson, S. Anderson, B. Ulvaeus |                 | 4:30    |
| 6.              | „Rock Me‟                                     |                                       |                 | 3:34    |
| 7.              | „Chiquitita‟                                  |                                       |                 | 5:34    |
| 8.              | „Money, Money, Money‟                         |                                       |                 | 3:57    |
| 9.              | „I Have a Dream‟                              |                                       |                 | 6:51    |
| 10.             | „Gimme! Gimme! Gimme! (A Man After Midnight)‟ |                                       |                 | 5:34    |
| 11.             | „SOS‟                                         | B. Andersson, S. Anderson, B. Ulvaeus |                 | 3:30    |
| 12.             | „Fernando‟                                    | B. Andersson, S. Anderson, B. Ulvaeus |                 | 4:13    |
| Skupna dolžina: | Skupna dolžina:                               | Skupna dolžina:                       | Skupna dolžina: | 52:21   |

| CD 2            | CD 2                       | CD 2                                  | CD 2    |
| Št.             | Naslov                     | Pisec                                 | Dolžina |
| --------------- | -------------------------- | ------------------------------------- | ------- |
| 1.              | „The Name of the Game‟     | B. Andersson, S. Anderson, B. Ulvaeus | 3:09    |
| 2.              | „Eagle‟                    |                                       | 6:10    |
| 3.              | „Thank You for the Music‟  |                                       | 3:52    |
| 4.              | „Why Did It Have to Be Me‟ |                                       | 4:32    |
| 5.              | „Intermezzo No. 1‟         |                                       | 4:06    |
| 6.              | „I'm Still Alive‟          | A. Fältskog, B. Ulvaeus               | 4:29    |
| 7.              | „Summer Night City‟        |                                       | 5:28    |
| 8.              | „Take a Chance on Me‟      |                                       | 4:25    |
| 9.              | „Does Your Mother Know‟    |                                       | 3:58    |
| 10.             | „Hole in Your Soul‟        |                                       | 4:39    |
| 11.             | „The Way Old Friends Do‟   |                                       | 3:05    |
| 12.             | „Dancing Queen‟            | B. Andersson, S. Anderson, B. Ulvaeus | 5:52    |
| 13.             | „Waterloo‟                 | B. Andersson, S. Anderson, B. Ulvaeus | 3:51    |
| Skupna dolžina: | Skupna dolžina:            | Skupna dolžina:                       | 57:36   |

## Sodelujoči

### ABBA
- Agnetha Fältskog – vokal, klavir na posnetku 2-06
- Anni-Frid Lyngstad – vokal
- Benny Andersson – klavir, klaviature, vokal, harmonika
- Björn Ulvaeus – kitara, vokal

### Ostali glasbeniki
- Tomas Ledin – spremljevalni vokal
- Birgitta Wollgård – spremljevalni vokal
- Liza Öhman – spremljevalni vokal
- Mats Ronander – kitare
- Lasse Wellander – kitare
- Anders Eljas – klaviature
- Rutger Gunnarsson – bas kitara
- Ola Brunkert – baterija
- Åke Sundqvist – tolkala

### Produkcija
- Ludvig Andersson – producent
- Michael B. Tretow – koncertni zvok
- Claes af Geijerstam – tonski mojster
- Bernard Löhr – miks
- Filip Lindholm – asistent
- Bjorn Engelmann – masteriranje
- Fredrik Hurtig – umetniško vodstvo
- Jan Grandvall – avtor spremnega besedila
- Anders Hanser – fotografije
- Torbjorn Calvero – fotografije
- Isabelle Alsén – naslovnica
- Mia Segolsson – koordinatorka projekta

## Odziv
| Tedenske lestvice po državah (2014) | Najvišja uvrstitev |
| ----------------------------------- | ------------------ |
| Avstrija (Ö3 Austria)               | 9                  |
| Belgija (Ultratop Flandrija)        | 16                 |
| Belgija (Ultratop Valonija)         | 28                 |
| Danska (Hitlisten)                  | 16                 |
| Finska (Suomen virallinen lista)    | 50                 |
| Francija (SNEP)                     | 87                 |
| Nemčija (Ofizielle Top 100)         | 9                  |
| Nizozemska (Album Top 100)          | 12                 |
| Španija                             | 63                 |
| Švedska (Sverigetopplistan)         | 15                 |
| Švica (Schweizer Hitparade)         | 10                 |
| Združeno kraljestvo (UK Albums OCC) | 30                 |

| Regija  | Certifikacije     | Prodanih izvodov |
| ------- | ----------------- | ---------------- |
| Švedska | platinasta plošča | 40 000           |

## Ponovna izdaja
Album so ponovno izdali 13. marca leta 2020 na trojni vinilni plošči ob masteriranju s polovično hitrostjo.
Opravil ga je Miles Showell v Abbey Road Studios.